# Хеккель, Вальдемар
Вальдемар Хеккель (англ. Waldemar Heckel; род. 1949[…], Бад-Кёнигсхофен-им-Грабфельд, Нижняя Франкония) — канадский историк.

## Биография
Родился в баварском курортном городке Бад-Кёнигсхофен-им-Грабфельд в 1949 году. Он получил степень магистра в 1973 году в Макмастерском университете в Гамильтоне, Онтарио, и получил докторскую степень в 1978 году в Университете Британской Колумбии в Ванкувере. 
Его диссертация о «маршалах» Александра Македонского легла в основу его фундаментальной работы 1992 года по этой теме. Хеккель признан на международном уровне как один из самых профессиональных исследователей Александра Македонского и опубликовал множество работ касающихся этой эпохи. Другими основными направлениями его исследований являются древнегреческая история с акцентом на войны, которые вела Древняя Греция.
До выхода на пенсию в конце 2013 года Хеккель преподавал в качестве профессора древней истории в Университете Калгари.

### Монографии
- The Conquests of Alexander the Great. Cambridge Univ. Press, 2007.[3]
- Who's Who in the Age of Alexander the Great. Prosopography of Alexander's empire. Blackwell, 2006.[4]
- The Marshals of Alexander's empire. Routledge, 1992; 2nd ed., Alexander’s Marshals: A Study of the Makedonian Aristocracy and the Politics of Military Leadership, 2016.[5]
- The Last Days and Testament of Alexander the Great: A Prosopographic Study. Stuttgart: Steiner, 1988.[6]

### Комментарии и переводы
- Livy: The Dawn of the Roman Empire (Books 31-40). Translated by JC Yardley, comment by Waldemar Heckel. Oxford University Press, 2000.[7]
- Justin: Epitome of the Philippic History of Pompeius Trogus. Volume I, Books 11-12: Alexander the Great, 1997; Volume II: Books 13-15: The Successors to Alexander the Great, 2011. Translated by JC Yardley, comment by Waldemar Heckel. Oxford Univ. Press.[8]
- Quintus Curtius Rufus: The History of Alexander. Translated by JC Yardley, with introduction, notes and commentary by Waldemar Heckel. Penguin, 1984; corrected edition 2001 (several reprints).[9]

### Отредактированные тома
- Alexander the Great. A New History. Edited with Lawrence A. Tritle. Wiley-Blackwell, 2009.[10]
- Alexander the Great. Historical Sources in Translation. Edited with John C. Yardley. Blackwell, 2004.[11]
- Crossroads of History: The Age of Alexander. Edited with Lawrence A. Tritle. Regina Books, 2003.[12]
- Ancient Coins of the Graeco-Roman World: The Nickle Numismatic Papers. Edited with Richard Sullivan. Wilfrid Laurier Univ. Press, 1984.[13]